# Popis spojenih gradova
Popis spojenih gradova. Popis sadrži gradove nastale spajanjem dvaju ili više gradova ili neke manje vrste naselja.

## Hrvatska
- Križevci - Gornje i Donje Križevce
- Sisak - do 1874. Civilni Sisak i Vojni Sisak
- Zagreb - Gradec i Kaptol. Kasnijim širenjem obuhvatio je nekad udaljena sela.

## Kanada
- Gatineau - 2002. - Aylmer, Buckingham, Gatineau, Hull i Masson-Angers
- Laval, Quebec - 1965. - Auteuil, Chomedey, Duvernay, Fabreville,Laval-des-Rapides, Laval-Ouest, Laval-sur-le-Lac, Les Îles-Laval, Pont-Viau, Saint-François, Saint-Vincent-de-Paul, Sainte-Dorothée, Sainte-Rose i Vimont
- Saguenay, Quebec - 2002. - Chicoutimi, Jonquière, La Baie, Laterrière te općine Lac-Kénogami i Shipshaw zajedno s townshipom Tremblayem[1]
- Thunder Bay, Ontario - Fort William, Port Arthur te townshipi Neebing i McIntyre[2]
- Kawartha Lakes, Ontario - političko spajanje 13 townshipa i 6 sela iz Victorije[3]

## Mađarska
- Budimpešta - Budim, Pešta i Óbuda

## SAD
- Batesburg-Leesville, Južna Carolina, (1993.)
- Dover-Foxcroft, Maine (1922.)
- Fleming-Neon, Kentucky (1978.)
- Milton-Freewater, Oregon (1951.)
- Norwood Young America, Montana (1997.)
- Sedro-Woolley, Washington (1898.)
- Soddy-Daisy, Tennessee (1969.)
- Winston-Salem, Sjeverna Karolina, (1913.)
- Lincoln City, Oregon
- Park Hills, Missouri
- Sauk Prairie, Wisconsin - Sauk City i Prairie du Sac
- North Myrtle Beach, South Carolina (1968.) -  Windy Hill Beach, Crescent Beach, Ocean Drive Beach i Cherry Grove Beach
- Fremont, Kalifornija - 1956. - Centerville, Niles, Irvington, Mission San Jose i Warm Springs
- La Cañada Flintridge, Kalifornija - 1976. -  La Cañada i Flintridge
- Union City, New Jersey - 1925. - Union Hill i West Hoboken Township
- West Valley City, Utah - 1980. - Hunter i Granger (predgrađa Salt Lake Cityja)
- SeaTac, Washington - 1990. - općine Angle Lake, Bow Lake, McMicken i Riverton
- Chesapeake City, Virginia - grad South Norfolk i okrug Norfolk
- Fort Mitchell, Kentucky - grad je bio jedinstven, pa razdvojen na Old Fort Mitchell i South Fort Mitchell te ponovno ujedinjen pod starim imenom
- Fairborn, Ohio
- Jim Thorpe, Pennsylvania
- Valley, Alabama - 1980. - Riverview, Langdale, Shawmut i Fairfax
- Union City, Kalifornija - 1956. - Alvarado, Decoto, općine Newark, Hayward te ono što je poslije postalo Fremont
- Stonewood, Zapadna Virginia - 1950-ih - Stonewall Park i Norwood

## Švicarska
- Marly, Švicarska - 1971. - Marly-le-Petit i Marly-le-Grand